# 張文東
張文東（ちょう ぶんとう、1969年5月5日 - ）は、中華人民共和国の囲碁棋士。北京市出身、中国囲棋協会所属、九段。全国囲棋個人戦、五牛杯王位戦優勝など。
中国囲棋協会副事務総長。中国囲棋甲級リーグ戦組織委員会副主任。

## 経歴
8歳で碁を覚え、11歳で体育学校入学、12歳で国家集中訓練隊に入る。1982年初段。1988年、世界アマチュア囲碁選手権戦優勝。1989年に臨時トーナメントの健力宝杯で、馬暁春、劉小光らを破って優勝。1990年に全国囲棋個人戦で5位入賞、十強戦、新体育杯戦リーグ入り。1992年に名人戦挑戦者となるが、馬暁春に1-3で敗れる。1993年に全国囲棋個人戦優勝。同年九段。2000年に棋聖戦準優勝。
1980年代に藤沢秀行が訪中した際にも薫陶を受け、その風貌から「100万年前」という渾名を付けられた。甲級リーグでは北京大宝チームに所属、2001年からは主将を務め、2009年まで出場。中国棋士ランキングでは1997年7位。1995年から99年まで北京大学史学部に学んだ。

### タイトル歴
- 健力宝杯招待試合 1989年
- 全国囲棋個人戦 1993年
- 五牛杯王位戦 1996年

### その他の棋歴
国際棋戦
- 日中囲碁決戦
  - 1987年 0-2 大矢浩一
- 日中スーパー囲碁
  - 1989年 3-1（○苑田勇一、○羽根泰正、○大平修三、×山城宏）
  - 1991年 1-1（○片岡聡、×淡路修三）
  - 1992年 0-1（×依田紀基）
  - 1993年 0-1（×加藤充志）

国内棋戦
- 名人戦 挑戦者 1992年
- 棋王戦 挑戦者 1995年
- 棋聖戦 準優勝 2000年
- 中国囲棋甲級リーグ戦
  - 2000年（北京大宝）14-8
  - 2001年（北京大宝、主将）11-10
  - 2002年（北京大宝、主将）10-12
  - 2003年（北京大宝、主将）9-9
  - 2004年（北京大宝、主将）7-10
  - 2005年（北京大宝、主将）3-11
  - 2006年（北京大宝、主将）5-7
  - 2007年（北京大宝、主将）1-0
  - 2008年（北京大宝）
  - 2009年（中信北京）